# 大谿川
大谿川（おおたにがわ）は、兵庫県豊岡市城崎町（旧：城崎郡城崎町）を流れる川。温泉郷が立ち並ぶ城崎温泉沿いを流れる。円山川の支流である。

## 概要
城崎町にある城崎温泉沿いを流れる。城崎温泉の奥山に源流を発している。河川は、城崎温泉沿いを流れた後、一級水系の円山川に合流する。
城崎温泉沿いを流れることから、数多くの観光客が訪れる。また、城崎温泉と共に古風な情緒が楽しめ、人気も高い。

## 流域の自治体
兵庫県
豊岡市城崎町（旧：城崎郡城崎町）

## 流域の観光地
- 城崎温泉
- 温泉寺
- 城崎ロープウェイ